# Comuna Plodove, Bahciîsarai
Plodove (în ucraineană Плодове) este o comună în raionul Bahciîsarai, Republica Autonomă Crimeea, Ucraina, formată din satele Breanske, Dibrivka, Dorojnie, Hirka și Plodove (reședința).

## Demografie
Componența lingvistică a comunei Plodove
     Rusă (69,26%)
     Tătară crimeeană (20,65%)
     Ucraineană (8,67%)
     Alte limbi (0,37%)
Conform recensământului din 2001, majoritatea populației comunei Plodove era vorbitoare de rusă (69,26%), existând în minoritate și vorbitori de tătară crimeeană (20,65%) și ucraineană (8,67%).